# اردوان (پسر اردوان سوم)
اَردوان شاهزاده‌ای اشکانی و پسر اردوان سوم بود. او پس از مرگ پدرش برای رسیدن به شاهی وارد نبردهای خانگی با برادرش وردان شد. در این نبردها وردان پیروز شد و اردوان سرانجام کشته شد.

## منبع
خدادادیان، اردشیر، اشکانیان، منصور ۱۳۸۰